# Aleta (anatomia animal)

Lampanyctodes hectoris

Una aleta és qualsevol dels apèndixs membranosos mitjançant els quals es mouen dins l'aigua els peixos i altres animals aquàtics. N'hi ha de diferents tipus, i varien en morfologia segons l'animal o la zona d'aquest en què es trobin. Poden ser imparelles o parelles; les primeres se situen en el pla sagital del cos (l'aleta dorsal, l'anal i la caudal o cua), i les segones són soldades a les cintures escapular i pelviana (aletes pectorals i pelvianes).
Tot i això, són estructures anàlogues en els animals aquàtics (tenen la mateixa funció), i la majoria homòlogues (tenen el mateix origen embrionari), encara que aquesta afirmació necessitaria un aprofundiment, perquè cada espècie té les seves característiques particulars, que poden ser excepcions dins la regla general.
En els peixos ossis, la majoria de les aletes poden tenir espines o radis. Aquests són l'estructura que els dona suport, i poden ser rígids o espinosos (com en bona part de les aletes dorsals), formats per uns sola peça, o bé tous (com en la major part de les aletes anals), formats per petits segments. Les espines, al seu torn, tenen una varietat de funcions; mentre en els siluriformes s'utilitzen com a forma de defensa i molts d'aquests animals tenen la capacitat de dirigir les seves espines enfora, en els balístids, en canvi, les espines són utilitzades per quedar-se travats en esquerdes i evitar ser trets.

## Galeria d'imatges

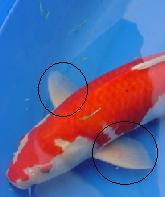
Aletes pectorals
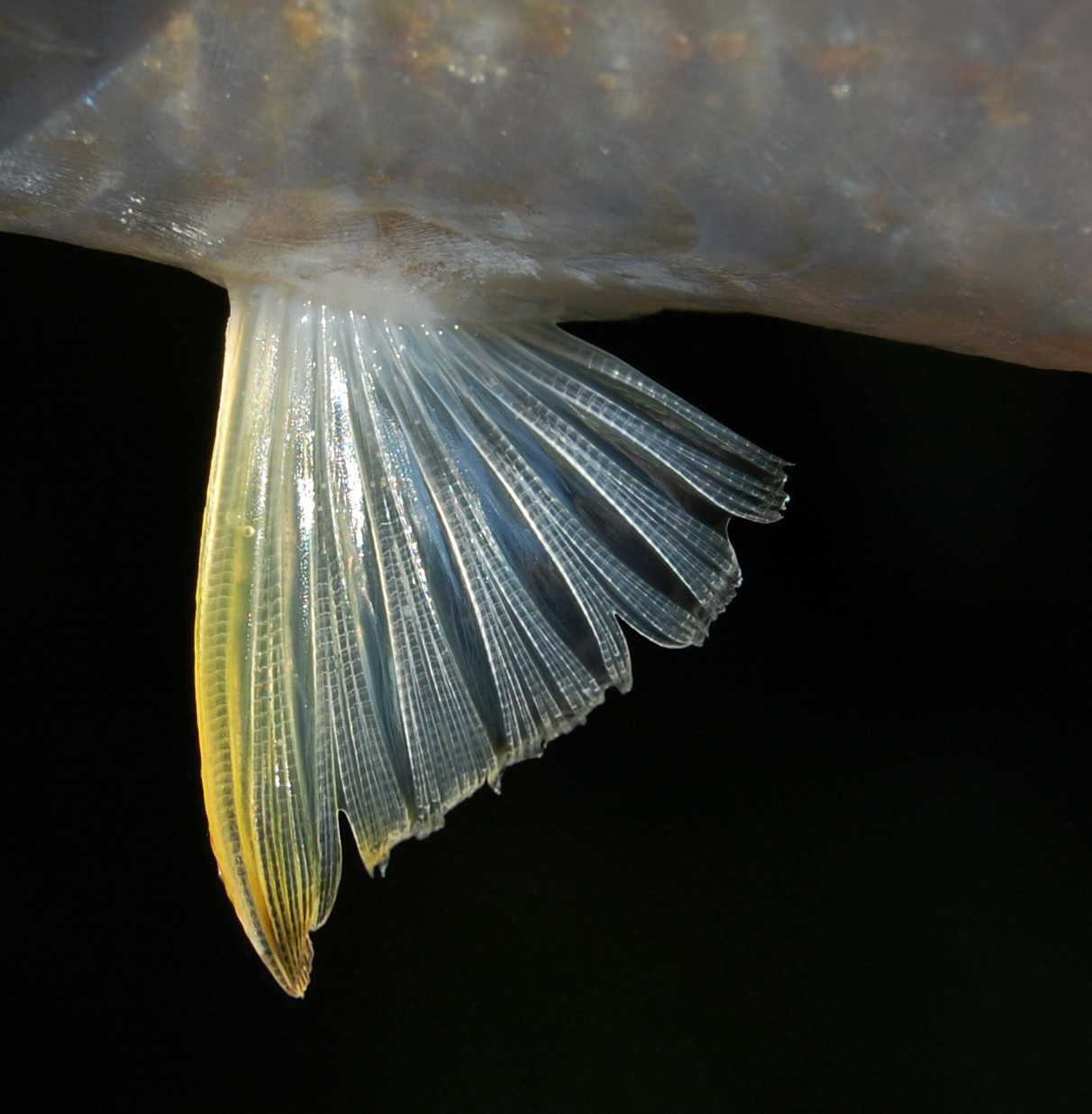
Aletes pelvianes
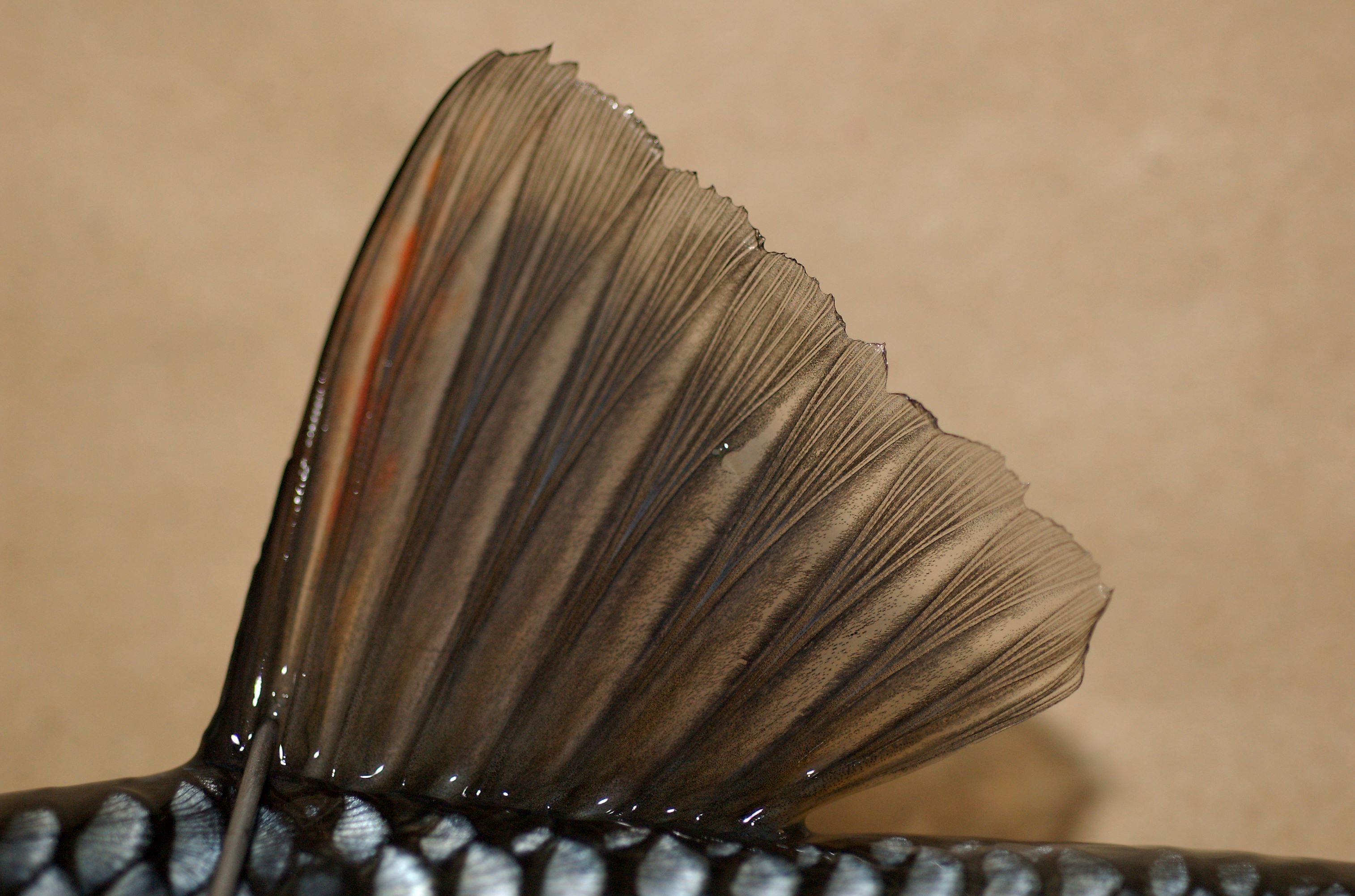
Aleta dorsal
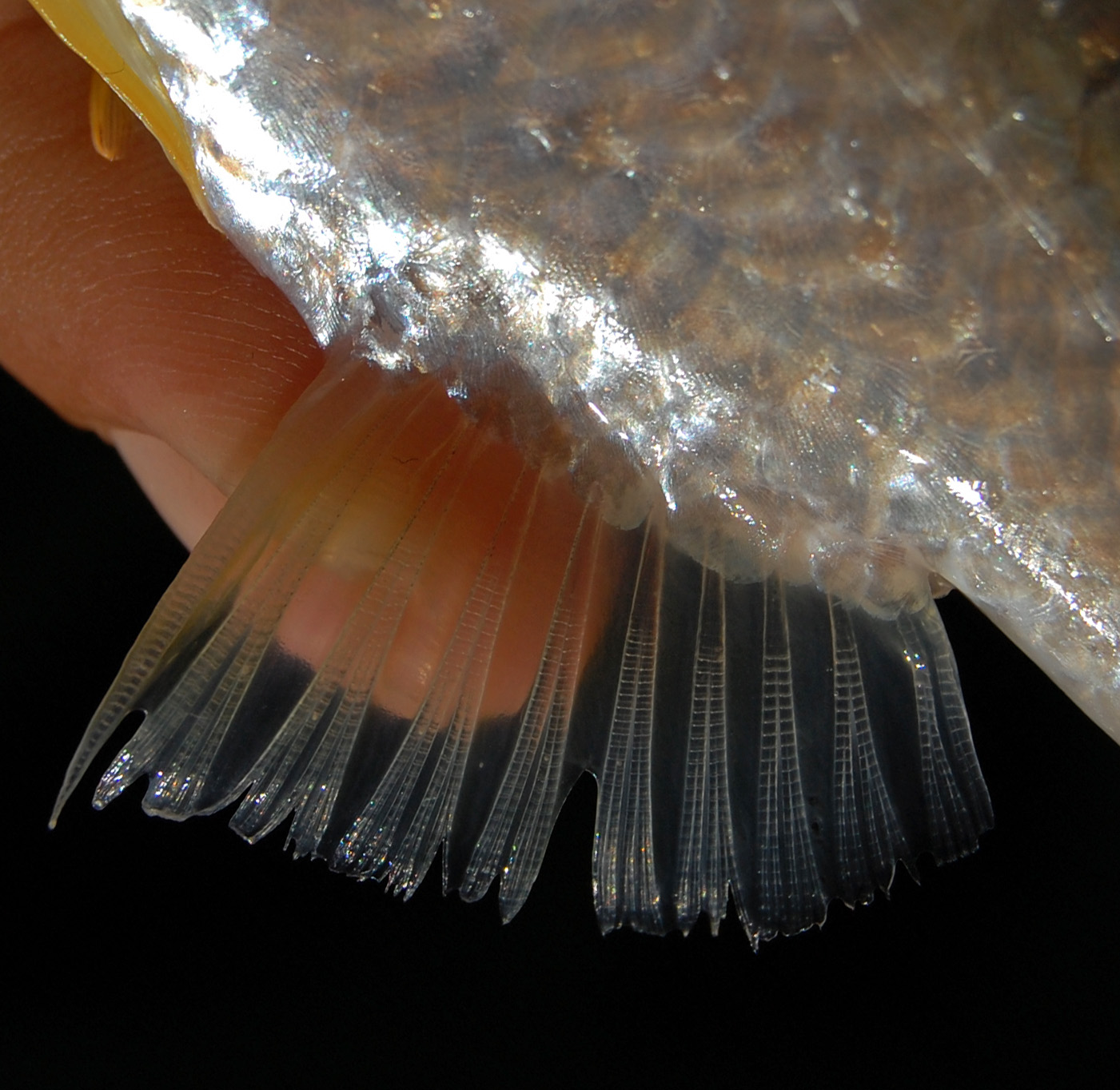
Aleta anal
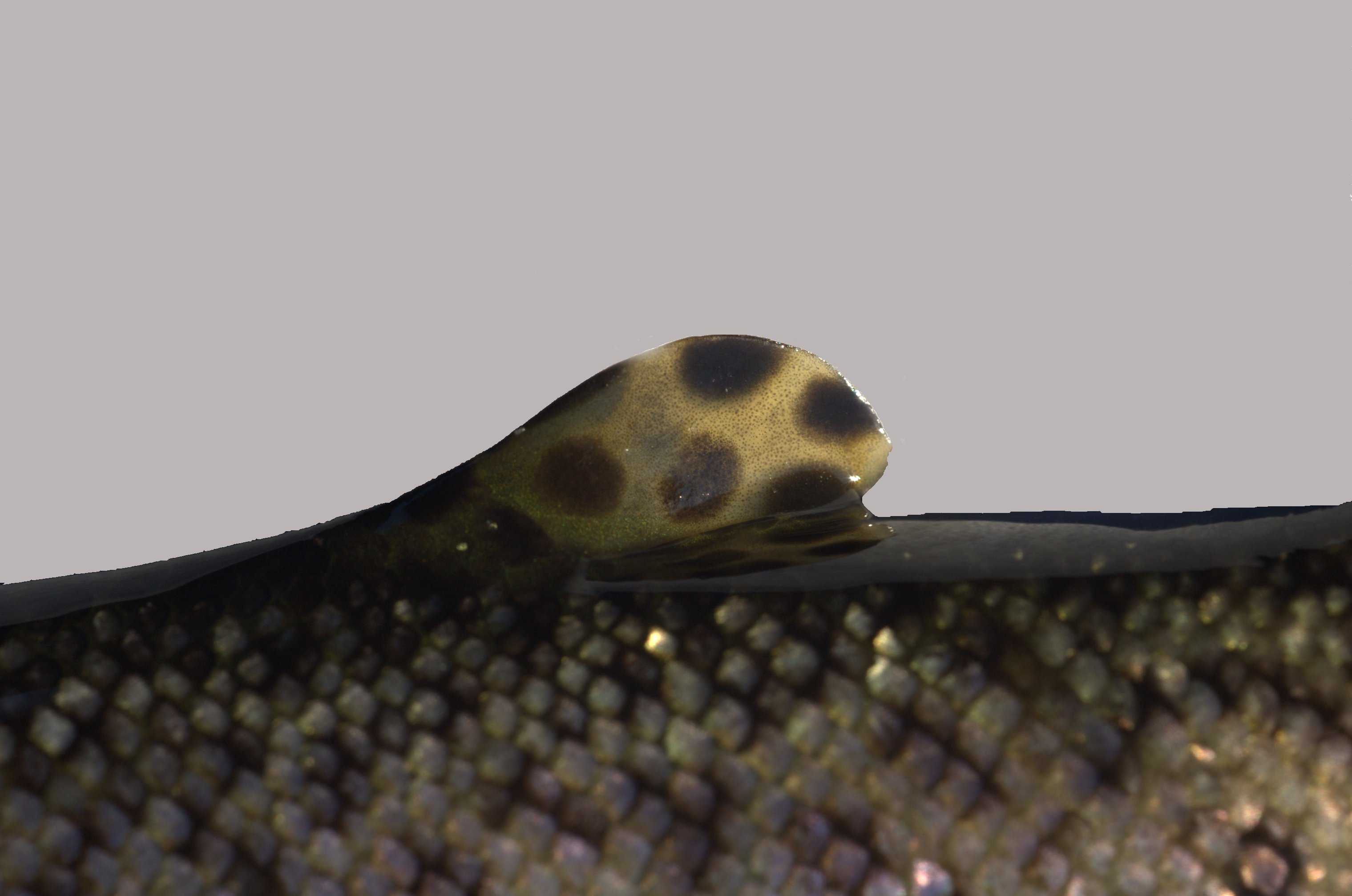
Aleta adiposa en una truita
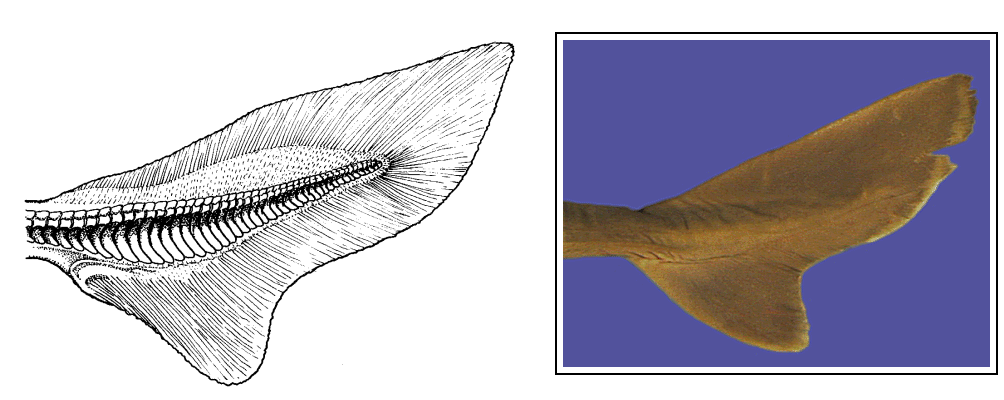
Aleta caudal heterocercal
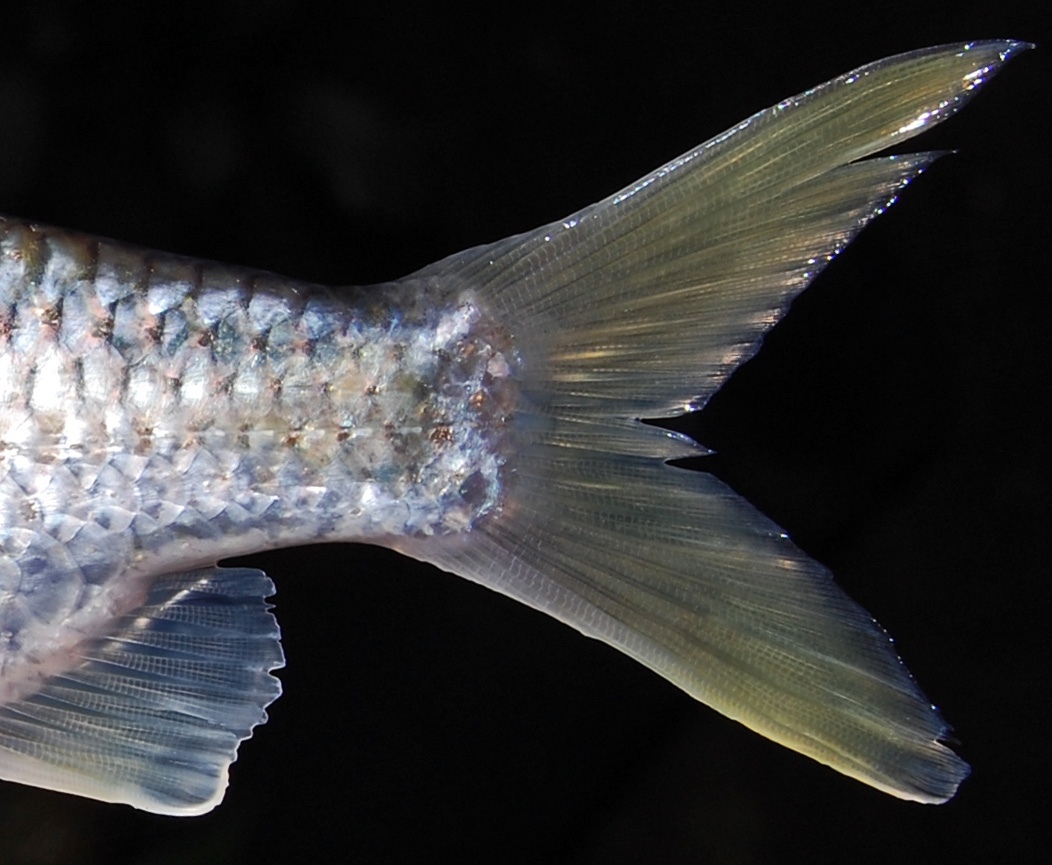
Aleta caudal homocercal